# Ralph Gottfried Pearson
Ralph Gottfried Pearson (12 gener 1919, Chicago, Illinois, EUA) és un químic teòric estatunidenc conegut per la seva classificació dels àcids i les bases en durs i blans.

## Vida
Fill de Gottfried Pearson i de Kerstin Larson es doctorà el 1943 a la Universitat Northwestern de Illinois, sota la direcció de Ward Vinton Evans. Es casà amb Lenore Johnson el 1941 i tingueren dos fills. Després de doctorar-se s'incorporà com a professor a la mateixa universitat fins al 1976. Després es traslladà a la Universitat de Califòrnia a Santa Bárbara on hi treballà fins que es retirà el 1989. Ha rebut diversos guardons com els de la Societat Química Americana en Química Inorgànica. És membre de l'Acadèmia Nacional de Ciències. Entre els seus alumnes destaquen Harry Barkus Gray i John W. Moore.

## Obra
Els camps de recerca de Pearson són els mecanismes de les reaccions químiques, la teoria de l'enllaç químic i les aplicacions de la teoria funcional de la densitat a la química. El principal camp de recerca és l'aplicació dels conceptes d'electronegativitat absoluta i de duresa absoluta.
El 1963 proposà la classificació d'àcids i bases en durs i blans. Les espècies dures, tant àcids com bases, tendeixen a ser espècies petites, lleugerament polaritzables; mentre que els àcids i les bases blans solen ser més grans i més polaritzables.